# Bruno Vergès
Pas d'image ? Cliquez ici

a Compétitions nationales et continentales officielles uniquement.

b Matchs officiels uniquement.
Bruno Vergès, né le 18 novembre 1975, est un joueur et entraîneur de rugby à XIII français.
Il effectue son début de carrière à Saint-Estève où il y connaît de nombreux succès avec deux titres de Championnat de France en 1997, 1998, et deux titres de Coupe de France en 1995, 1998. Il prend part à l'évolution qui fusionne avec le XIII Catalan devenant l'Union treiziste catalane et conquiert de nouveaux titres de Championnat de France en 2005 et Coupe de France en 2001, 2004 et 2005. En 2006, il prend part à la première saison des Dragons Catalans en Super League.
Après sa carrière sportive, il devient entraîneur des juniors de Saint-Estève XIII Catalan ou Palau.

## Palmarès
- Collectif :
  - Vainqueur du Championnat de France : 1997, 1998 (Saint-Estève) et 2005 (Union treiziste catalane).
  - Vainqueur de la Coupe de France : 1995, 1998 (Saint-Estève), 2001, 2004 et 2005 (Union treiziste catalane).
  - Finaliste du Championnat de France : 1995, 1996 et 2000 (Saint-Estève).